# Loma Buenavista
Loma Buenavista är en ort i Mexiko.   Den ligger i kommunen Tezonapa och delstaten Veracruz, i den sydöstra delen av landet, 260 km öster om huvudstaden Mexico City. Loma Buenavista ligger 747 meter över havet och antalet invånare är 253.
Terrängen runt Loma Buenavista är kuperad åt nordost, men åt sydväst är den bergig. Terrängen runt Loma Buenavista sluttar österut. Runt Loma Buenavista är det ganska tätbefolkat, med 100 invånare per kvadratkilometer. Närmaste större samhälle är Cuitláhuac, 19,2 km norr om Loma Buenavista. I omgivningarna runt Loma Buenavista växer i huvudsak städsegrön lövskog.